# Trinity Church (Manhattan)
A Trinity Church (Szentháromság-templom) New York pénzügyi központjában, a Broadway és a Wall Street kereszteződésénél, a Wall Street bejáratával szemben áll Lower Manhattanben. Ez a New York-i episzkopális egyházmegye történelmi plébániatemploma. A Szentháromság-templom több mint 300 éven át jelentős szerepet játszott New York City történetében, emellett mind elhelyezkedése, mind alapítványai miatt is nevezetes. A jelenlegi, 1846-ban felépült templom az itt állt templomok között sorrendben a harmadik, az elsőt angol királyi utasításra eredetileg 1697-ben az Anglikán Egyház számára emelték. A templomépület 1869-ig a város legmagasabb épületének számított, de a következő évtizedekben körülötte megindult építkezések következtében a neogótikus, barna homokkőből épült templom mára már eltörpül a toronyházak között. Tornya 83 m magas. A templom tervezője Richard Upjohn, a 19. század legnevesebb amerikai egyházi építészeinek egyike volt. A Trinity Church manhattani ingatlanvagyonával az Egyesült Államok leggazdagabb egyházközségei közé tartozik. Az egyházközséghez tartozó területen alapították 1754-ben a Columbia Egyetem elődjét, a King's College-ot.

## Története

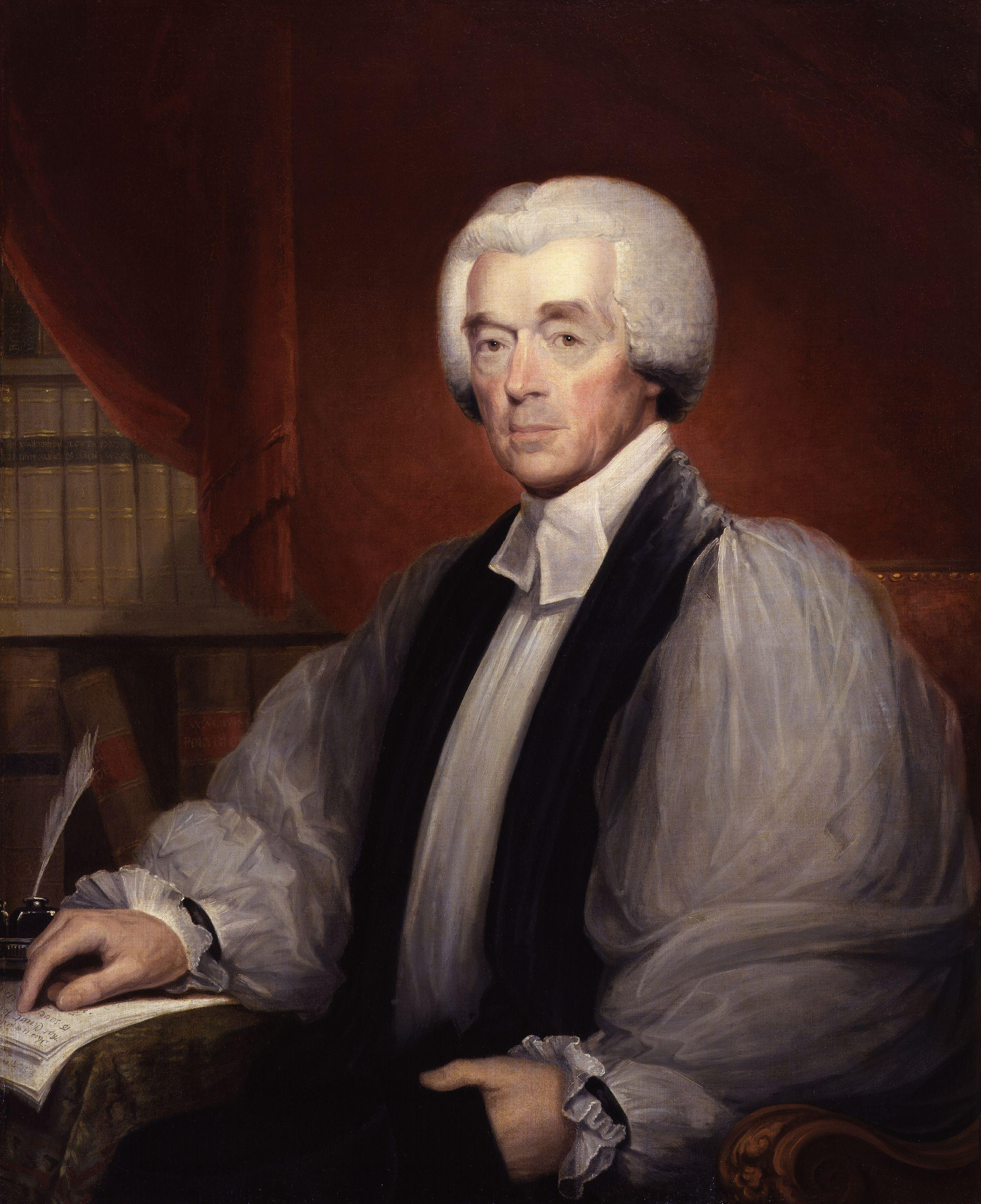
Charles Inglis, a Trinity Church utolsó királypárti tiszteletese (1765–1783)

### Első Szentháromság-templom
Az első, ekkor még a Hudson folyó felé néző Szentháromság-templom épületét 1698-ban építették a Wall Streeten az Anglikán Közösség számára, első tiszteletese William Vesey volt, aki a közeli Vesey Street későbbi névadója lett. A földterület, melyen a templom felépült, eredetileg kert volt, majd temetkezési hely. 1705-ben Anna brit királynő adományával az egyházközséghez tartozó földbirtokot 215 angol hold (870 000 m2) területűre növelték. A templomépület az 1776-os, majdnem 400 épületet felégető New York-i tűzvészben elpusztult.
New York állam egyik 1784-ben megszavazott törvénye értelmében egyházuk továbbiakban már nem tartozott hűséggel az angol királynak. Whig patriótákat neveztek ki egyházi tisztségekre, így került 1784-től Samuel Provoost az egyházközség élére, majd az Amerikai Egyesült Államok formálódó Episzkopális Egyháza 1787-ben Provoostot az újonnan alapított New York-i egyházmegye első püspökévé is felszentelte. Provoost a második templom 1790-ig történő felépítéséig a szertartásokat az egyházközséghez tartozó Szent Pál-kápolnában tartotta.

### Második Szentháromság-templom
A második Szentháromság-templom felépítése 1788-ban kezdődött, 1790-ben szentelték fel. A jelenlegi kialakításhoz hasonlóan immár a Wall Street felé néző, 200 láb magas Szentháromság-templom politikailag is jelentős volt, G. Washington elnök, valamint kormányának tagjai gyakran vettek részt a szertartásokon.

### Harmadik Szentháromság-templom
A harmadik templomépület, a jelenlegi Trinity Church építése 1839-ben kezdődött, 1846-ban lett kész. Ekkor New York legmagasabb épületeként neogótikus tornya, fölötte pedig az aranyozott kereszt uralta Lower Manhattan látképét. A templombelső színes üvegablakai az amerikai történelem kiemelkedő jeleneteit ábrázolják.

## Egyházközség
A Trinity Church az Egyesült Államok leggazdagabb egyházközségei közé tartozik. A terület, melyet Anna királynő a 18. század elején az egyházközségnek adományozott, felöleli a Broadwaytól nyugatra eső egész alsóvárosi részt. A Trinity tulajdonában levő telkeket északon a Christopher Street határolja, értékük csillagászati összegekben fejezhető ki.
A Trinity egyházközségéhez tartoznak még a további New York-i kápolnák is: Szent Augusztin, a Szent Pál, a Szent Lukács, valamint a Governors Islandon levő Szent Kornéliusz.

## Szentháromság-templomkert
A Szentháromság-templomkertben az USA történelme számos nevezetes személyének sírhelye van. 1186 sírkő felirata közül 1018 még ma is olvasható. Itt nyugszik többek között William Bradford, a forradalmár újságíró az első Kongresszus hivatalos nyomdásza, Robert Fulton, a gőzhajó feltalálója (sírkövének reliefjét önarcképe nyomán készítették), Albert Gallatin városatya, Isaac Berryman kapitány, Hercules Mulligan, Washington elnök barátja és Francis Lewis, a Függetlenségi Nyilatkozat egyik aláírója, valamint Livingston polgármester.
A templomot körülvevő temetőben áll a bibliai figurákkal körülvett ún. Astor-kereszt. A kőkereszt tetején Mária ül gyermekével, a szobrok pedig a következők: Júda, Sém, Ádám, Éva, Ruth, Ábrahám, Jákob, Izsák, Énok, Dávid és Noé.

## Zenei élete
A Szentháromság-templom világszínvonalú zenei programjai a klasszikus és modern remekművektől az innovatív jazzig a zeneélvezet új módozatait kínálják, melyek a New York-i zenei élet csúcsát jelentik. A Concerts at One klasszikus- és kortárszenét megszólaltató déli koncertjeit 1969 óta adja. Vasárnap délelőtt hallható zenéket a New York-i komolyzenei csatorna, a WQXR-FM rádió élőben is közvetíti. 
Zenei élete alapját a liturgikus zenét itt és a Szent Pál-kápolnában szolgáltató professzionális kórusa adja. Ehhez gyakran csatlakozik a Trinity Barokk Zenekar és a kortárs zenét előadó NOVUS NY együttes. Emellett otthont ad egy ifjúsági kórusnak, egy ifjúsági zenekarnak és hetente lépnek fel a világ minden tájáról érkező vendégkórusok is.
Dédelgetett ünnepi hagyomány Händel Messiás oratóriumának előadása. A New York Times megítélése szerint a Trinity Messiása „az arany standard”, utalva egyúttal a Wall Street közelségére is, de tekintik ezt a legtörténelmibb Messiás-előadásnak is New Yorkban, mivel egy tévhit szerint a templomban adták elő az Újvilágban először a művet. Valójában a templomtól nem messze – Broadway 9. címen – álló tavernában, a „Burns Coffee-house”-ban, azaz a „Burns-kávéházban” a templom egykori alkalmazottja, William Tuckey szervezte koncerten hangzott el először, 1770. január 16-án Händel Messiása a kontinensen. A Szentháromság-templomban csak nyolc hónappal később, 1770 októberében és ekkor is még csak részleteket játszottak belőle.

## Ingatlan vagyona
Az 1780-as évektől Anna brit királynő 1705-ös, 62 angol hold területű adományát az eredeti holland tulajdonosának leszármazottai perelték. A per alapja volt, hogy a hat örökösből csak öt adta át 1671-ben az angol koronának a birtokot. A hat évtized alatt indított perek mindegyikét elveszítették.
A plébánia egyik peres ügye során az egyházközség vagyonát 2011-ben körülbelül 2 milliárd dollárra értékelték, bár a Trinity Church az Anna királynő által adományozott földterület nagy részét ekkorra már eladta. A plébánia New York City egyik legnagyobb földtulajdonosa 14 hold területű manhattani ingatlanvagyonnal, beleértve 5,5 millió négyzetméternyi kereskedelmi területet is a Hudson Square-en. A plébániának az ingatlanvagyonából származó éves bevétele 2011-ben 158 millió dollár volt, a nettó jövedelme pedig 38 millió dollár, így valószínűleg a világ egyik leggazdagabb egyházközsége.

## Galéria

A Trinity Church látképe 1846-ban
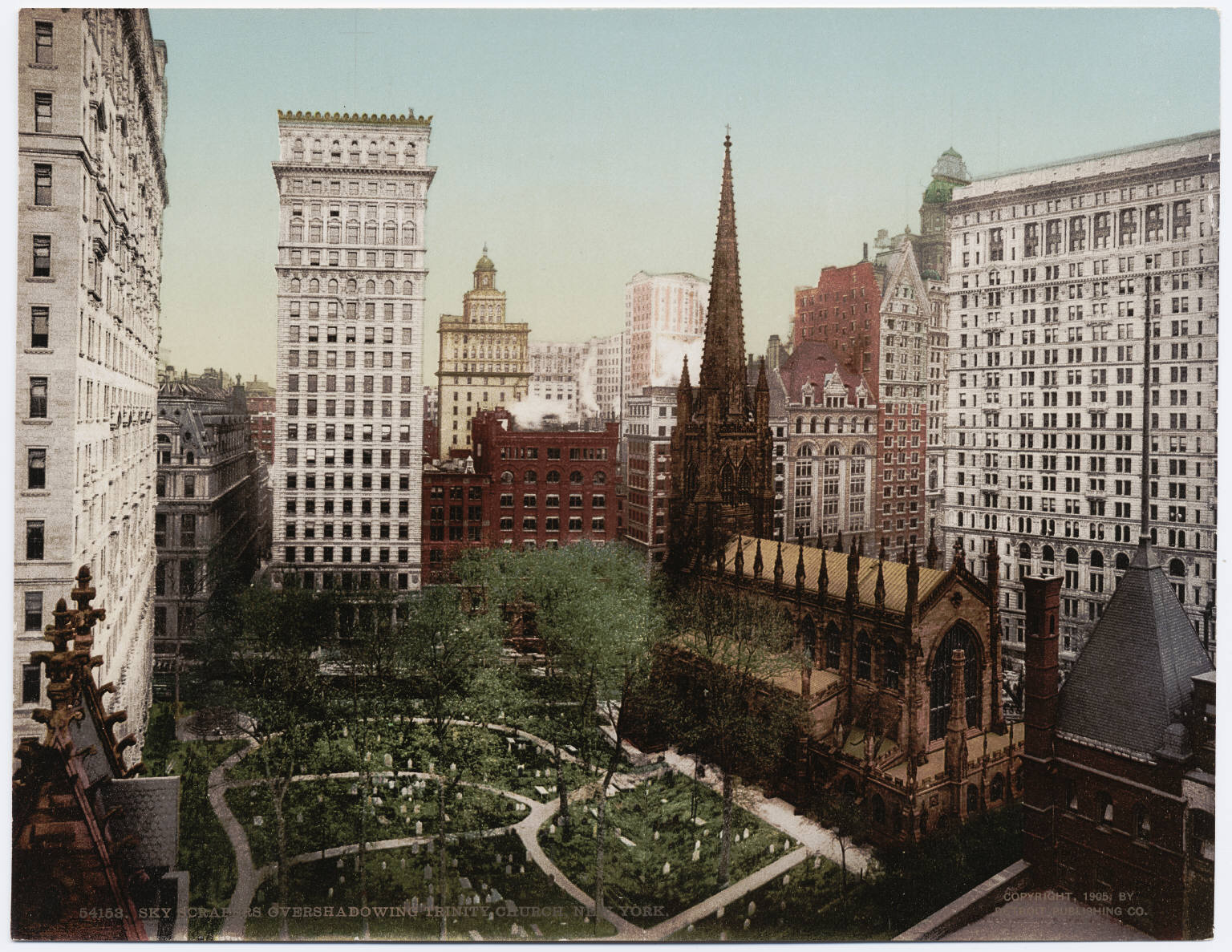
Trinity Church 1900 körül
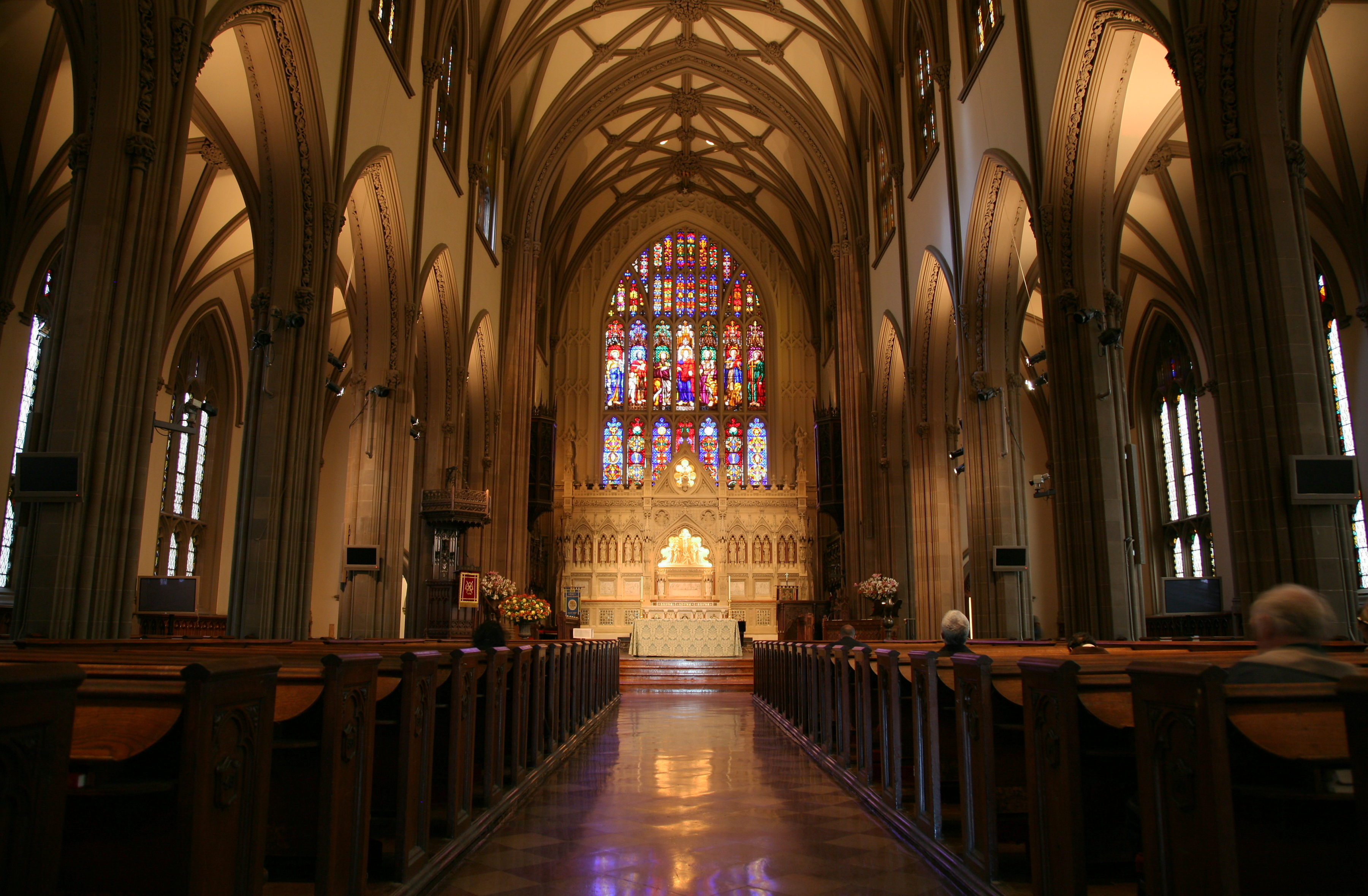
A templom főhajója
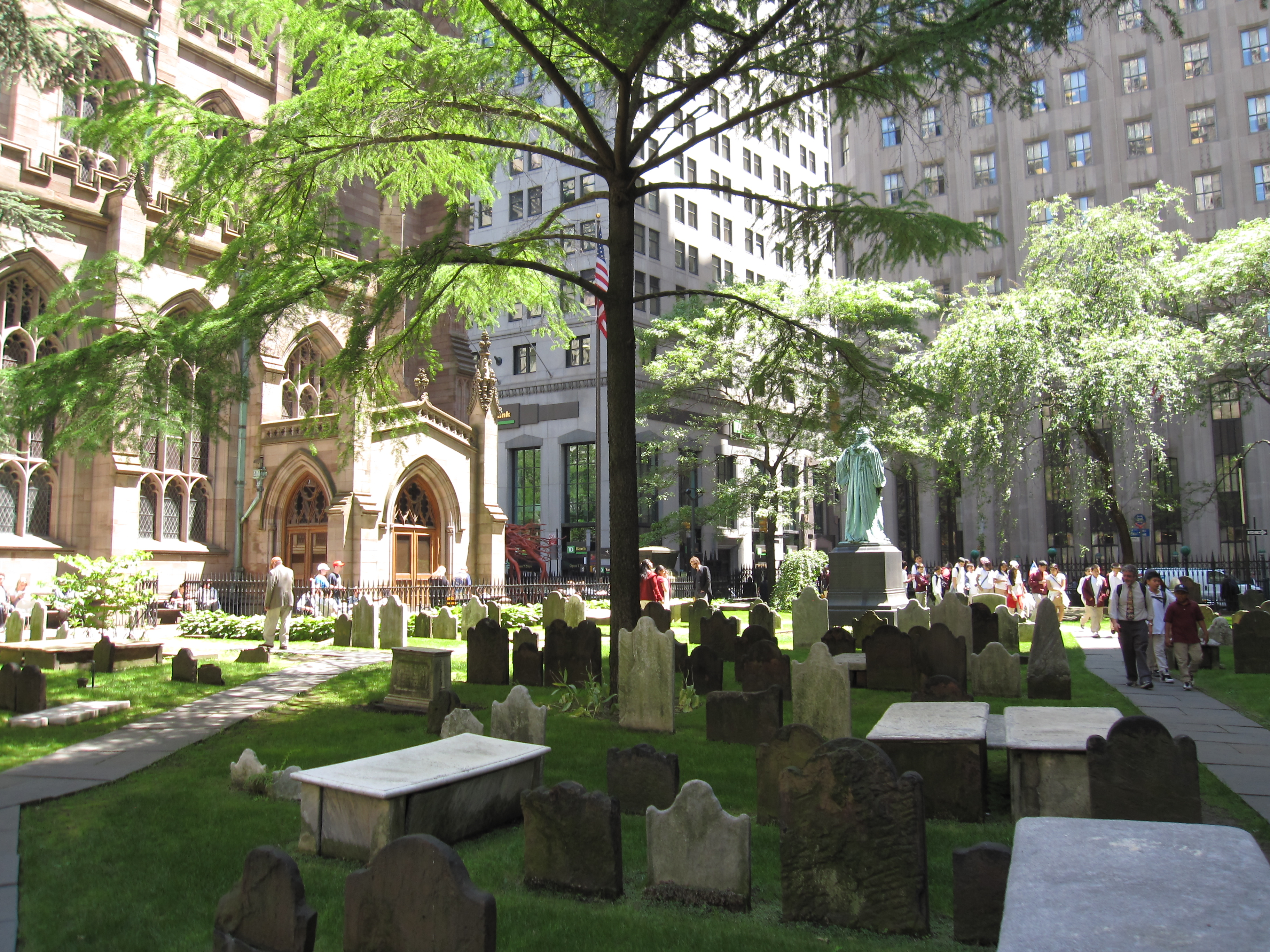
Sírkertje 2010-ben
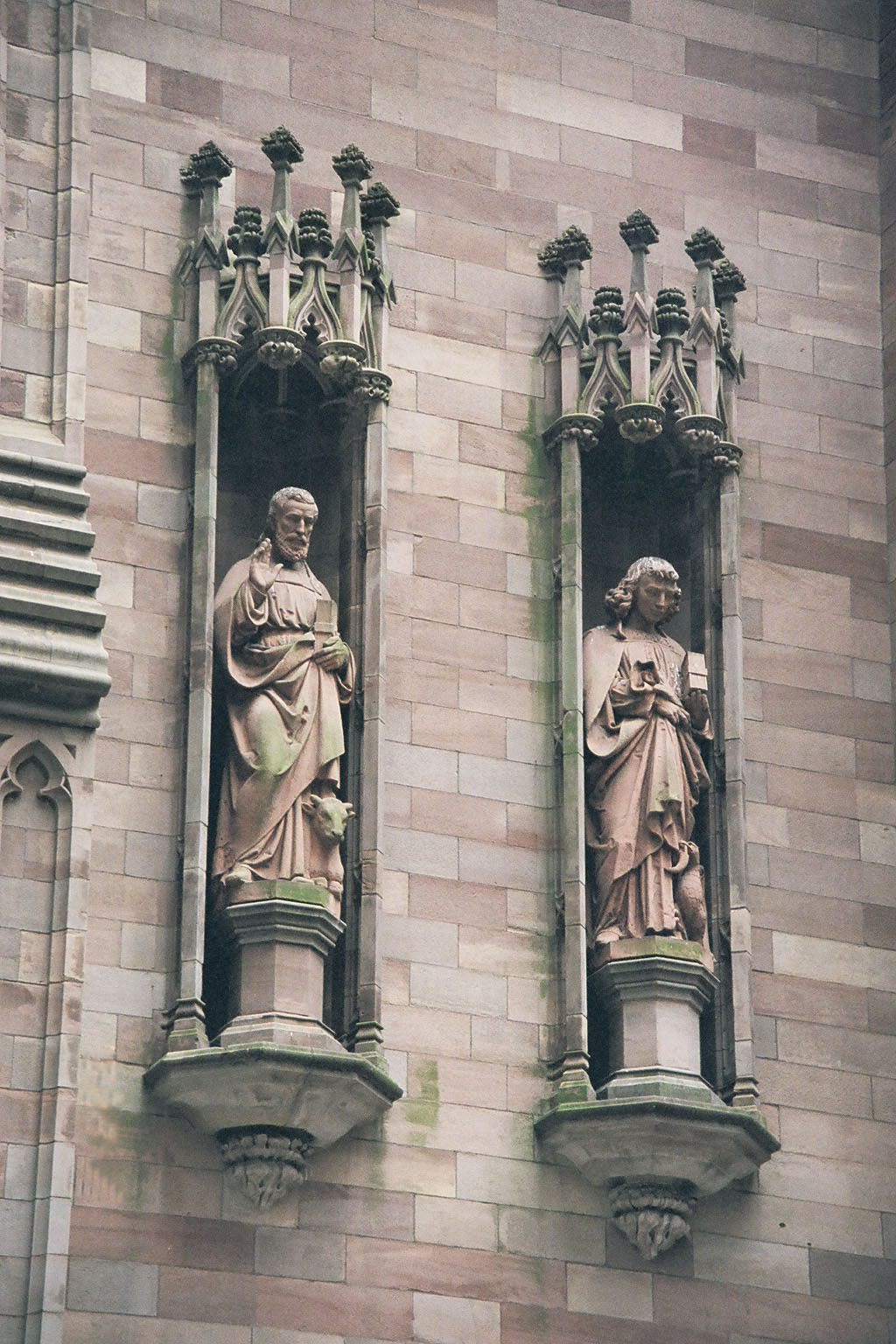
Szobrok a templom oldalfalán